# Sierra del Gigante
Sierra del Gigante este o arie protejată (sit de importanță comunitară — SCI) din Spania întinsă pe o suprafață de 3.748,27 ha, integral pe uscat.

## Localizare
Centrul sitului Sierra del Gigante este situat la coordonatele 37°45′56″N 1°58′37″W / 37.7656°N 1.9769°V.

## Înființare
Situl Sierra del Gigante a fost declarat sit de importanță comunitară în aprilie 1999 pentru a proteja 46 de specii de animale.

## Biodiversitate
Situată în ecoregiunea mediteraneană, aria protejată conține 10 habitate naturale: Pseudostepă cu ierburi și specii anuale de Thero-Brachypodietea, Pante stâncoase calcaroase cu vegetație casmofită, Matorral arborescenți cu Juniperus spp., Râuri mediteraneene cu debit permanent și vegetație de Glaucium flavum, Pajiști carstice calcaroase sau bazofile, de Alysso-Sedion albi, Pajiști uscate europene, Păduri de Quercus ilex și Quercus rotundifolia, Lande oro-mediteraneene cu formațiuni endemice de grozamă, Galerii și tufărișuri riverane sudice (Nerio-Tamaricetea și Securinegion tinctoriae), Pajiști umede mediteraneene cu ierburi înalte de Molinio-Holoschoenion.
La baza desemnării sitului se află mai multe specii protejate:
- păsări (42): uliu porumbar (Accipiter gentilis), fâsă-de-câmp (Anthus campestris), acvilă de munte (Aquila chrysaetos), stârc cenușiu (Ardea cinerea), buha (Bubo bubo), Bubulcus ibis, șorecarul comun (Buteo buteo),  prundaș gulerat mic (Charadrius dubius), șerpar (Circaetus gallicus), erete de stuf (Circus aeruginosus), erete vânăt (Circus cyaneus), erete cenușiu (Circus pygargus), porumbel gulerat (Columba palumbus), dumbrăveancă (Coracias garrulus), Falco naumanni, șoim călător (Falco peregrinus), vânturel roșu (Falco tinnunculus), cinteză (Fringilla coelebs), ciocârlan (Galerida cristata), Galerida theklae, vulturul pleșuv sur (Gyps fulvus), Hieraaetus fasciatus, acvilă pitică (Hieraaetus pennatus), ciocârlie de pădure (Lullula arborea), ciocârlie de bărăgan (Melanocorypha calandra), prigoare (Merops apiaster), muscar sur (Muscicapa striata), pietrar mediteranean (Oenanthe hispanica), Oenanthe leucura, pietrar sur (Oenanthe oenanthe), ciuf-pitic (Otus scops), pițigoi de brădet (Parus ater), Pyrrhocorax pyrrhocorax, lăstun de mal (Riparia riparia), mărăcinar negru (Saxicola torquatus), turturică (Streptopelia turtur), silvie roșcată (Sylvia cantillans), Sylvia conspicillata, silvie de tufiș (Sylvia undata), spârcaci (Tetrax tetrax), mierlă gulerată (Turdus torquatus), pupăză (Upupa epops)
- mamifere (2): liliacul mare cu potcoavă (Rhinolophus ferrumequinum), liliacul mic cu potcoavă (Rhinolophus hipposideros)
- reptile (2): Mauremys leprosa, Testudo graeca

Pe lângă speciile protejate, pe teritoriul sitului au mai fost identificate 37 de specii de plante, 42 de specii de păsări, 2 specii de amfibieni, 6 specii de mamifere, 11 specii de reptile.